# Eleições estaduais no Espírito Santo em 2002
As eleições estaduais no Espírito Santo em 2002 aconteceram em 6 de outubro como parte das eleições gerais em 26 estados e no Distrito Federal. Foram eleitos o governador Paulo Hartung, o vice-governador Lelo Coimbra, os senadores Magno Malta e Gerson Camata, 10 deputados federais e 30 estaduais. Como o candidato mais votado obteve um total superior à metade mais um dos votos válidos o pleito foi decidido em primeiro turno e conforme a Constituição a posse do governador e de seu vice-governador se daria em 1º de janeiro de 2003 para quatro anos de mandato já sob a égide da reeleição.
Militante político desde os tempos em que era filiado ao proscrito PCB, Paulo Hartung nasceu em Guaçuí e foi presidente do Diretório Central dos Estudantes na Universidade Federal do Espírito Santo, onde se formou em economia. Membro do Comitê Brasileiro pela Anistia, fez parte do MDB e a seguir do PMDB e nesta legenda foi eleito deputado estadual em 1982, integrou a delegação capixaba presente no Colégio Eleitoral em 1985 e votou em Tancredo Neves. Reeleito em 1986, rumou para o PSDB e foi eleito deputado federal em 1990. Voto favorável a abertura do processo de impeachment de Fernando Collor em 1992, no mesmo ano foi eleito à prefeitura de Vitória. Eleito senador em 1998, trocou de partido e entrou no PSB antes de eleger-se governador do Espírito Santo em 2002.
Nascido em Vitória e formado na Universidade Federal do Espírito Santo, o médico Lelo Coimbra chegou a trabalhar na cidade paulista de Embu-Guaçu antes de voltar para o Espírito Santo, estado onde foi subsecretário de Saúde no governo Max Mauro e secretário municipal de Saúde quando Paulo Hartung era prefeito de Vitória. Eleito deputado estadual pelo PSDB em 1994, não obteve a reeleição no pleito seguinte. Nomeado para comandar a Delegacia Regional do Trabalho, migrou para o PSB e foi eleito vice-governador capixaba à chapa de Paulo Hartung em 2002.
Formado em Teologia em 1981 pelo Seminário Teológico Batista do Norte do Brasil em Recife, Magno Malta é baiano de Macarani e estreou na política sob a legenda do PTB em 1992 ao eleger-se vereador em Cachoeiro de Itapemirim. Por esta legenda conquistou os mandatos de deputado estadual em 1994 e deputado federal em 1998. Após militar em outros partidos ingressou no PL sendo eleito senador em 2002.
Para ocupar a outra vaga senatorial foi eleito Gerson Camata. Mesmo sendo um economista nascido em Castelo e graduado na Universidade Federal do Espírito Santo em 1969, destacou-se como jornalista e apresentador do Ronda da Cidade na Rádio Cidade de Vitória, emissora pertencente aos Diários Associados. Eleito vereador na capital capixaba via ARENA em 1966, conquistou os mandatos de deputado estadual em 1970 e deputado federal em 1974 e 1978. Filiado ao PMDB após a revogação do bipartidarismo no governo João Figueiredo, elegeu-se governador do Espírito Santo em 1982 com o amparo de uma facção do PDS liderada por Elcio Alvares. Renunciou ao Palácio Anchieta e foi eleito senador em 1986. Durante o mandato subscreveu Constituição de 1988 e votou pela condenação do presidente no julgamento do processo de impeachment de Fernando Collor em 29 de dezembro de 1992 sendo reeleito senador em 1994 e 2002.

## Resultado da eleição para governador
Conforme os arquivos da Justiça Eleitoral foram apurados 1.521.251 votos nominais.
| Candidatos a governador do estado | Candidatos a vice-governador | Número | Coligação                                                                     | Votação | Percentual |
| --------------------------------- | ---------------------------- | ------ | ----------------------------------------------------------------------------- | ------- | ---------- |
| Paulo Hartung PSB                 | Lelo Coimbra PSB             | 40     | Frente Competência pra Mudar (PSB, PV, PSC, PSD, PAN, PHS, PSL, PRONA, PTdoB) | 820.949 | 53,97%     |
| Max Mauro PTB                     | Ademar Devens PDT            | 14     | Movimento Muda Espírito Santo (PTB, PDT, PPS, PRP, PSDC, PST, PTC)            | 631.326 | 41,50%     |
| Haroldo Santos Filho PFL          | Rogério Figueiredo PFL       | 25     | —                                                                             | 31.104  | 2,04%      |
| Paulo Ruy Carnelli PSDB           | Leodózio Paste PMDB          | 45     | Espírito Santo Mais Forte (PSDB, PMDB, PPB)                                   | 22.987  | 1,51%      |
| Sônia Santos PCO                  | Esaú Souza PCO               | 29     | —                                                                             | 6.099   | 0,40%      |
| Sílvio Felinto PSTU               | Márcia Regina PSTU           | 16     | —                                                                             | 5.648   | 0,37%      |
| Walter Maciel PTN                 | Pedro Paulo PTN              | 19     | —                                                                             | 3.138   | 0,21%      |

## Resultado da eleição para senador
Conforme os arquivos da Justiça Eleitoral foram apurados 2.945.532 votos nominais.
| Candidatos a senador da República | Candidatos a suplente de senador              | Número | Coligação                                                                     | Votação | Percentual |
| --------------------------------- | --------------------------------------------- | ------ | ----------------------------------------------------------------------------- | ------- | ---------- |
| Magno Malta PL                    | Paulo Antenor de Oliveira PL Nilis Machado PL | 222    | Frente Mudança pra Valer (PT, PL, PCdoB, PMN)                                 | 867.434 | 29,45%     |
| Gerson Camata PMDB                | Luiz Spadeto PMDB Elizete Fassarella PPB      | 155    | Espírito Santo Mais Forte (PSDB, PMDB, PPB)                                   | 811.745 | 27,56%     |
| João Coser PT                     | Vicente Cosme PT Maria Luiza Bortolini PT     | 131    | Frente Mudança pra Valer (PT, PL, PCdoB, PMN)                                 | 584.666 | 19,85%     |
| Ricardo Ferraço PPS               | Joaquim Beato PPS José Antônio Guidoni PPS    | 234    | Movimento Muda Espírito Santo (PTB, PDT, PPS, PRP, PSDC, PST, PTC)            | 582.318 | 19,77%     |
| Ricardo Conde PV                  | Douglas de Oliveira PV Cidineia Fontana PV    | 433    | Frente Competência pra Mudar (PSB, PV, PSC, PSD, PAN, PHS, PSL, PRONA, PTdoB) | 56.379  | 1,91%      |
| Odmar Nascimento PSB              | Luiz Carlos Ciciliotti PSB Carlos Rafael PSB  | 400    | Frente Competência pra Mudar (PSB, PV, PSC, PSD, PAN, PHS, PSL, PRONA, PTdoB) | 23.191  | 0,79%      |
| Elias Coelho PCO                  | Térfiles Pinheiro PCO José Antônio Cabral PCO | 290    | —                                                                             | 14.590  | 0,49%      |
| Luiz Carlos Rangel PFL            | Rubens Uabt PFL Marly Célia Andrez PFL        | 255    | —                                                                             | 5.209   | 0,18%      |

## Deputados federais eleitos
São relacionados os candidatos eleitos com informações complementares da Câmara dos Deputados.

Representação eleita
  PPB: 2
  PMDB: 2
  PTB: 1
  PT: 1
  PSB: 1
  PSDB: 1
  PDT: 1
  PL: 1

Fonteː
| Número | Deputados federais eleitos | Partido | Votação | Percentual | Cidade onde nasceu | Unidade federativa |
| 1111   | Nilton Baiano              | PPB     | 109.900 |            | Itabuna            | Bahia              |
| 1515   | Marcelino Fraga            | PMDB    | 86.094  |            | Muqui              | Espírito Santo     |
| 1414   | José Carlos Elias          | PTB     | 73.110  |            | Itapemirim         | Espírito Santo     |
| 1333   | Iriny Lopes                | PT      | 70.234  |            | Lavras             | Minas Gerais       |
| 4040   | Renato Casagrande          | PSB     | 69.721  |            | Castelo            | Espírito Santo     |
| 4545   | Rose de Freitas            | PSDB    | 69.272  |            | Caratinga          | Minas Gerais       |
| 1145   | Marcus Vicente             | PPB     | 65.954  |            | Ibiraçu            | Espírito Santo     |
| 1234   | Carlos Manato              | PDT     | 56.219  |            | Alegre             | Espírito Santo     |
| 4522   | Feu Rosa                   | PSDB    | 44.000  |            | Vitória            | Espírito Santo     |
| 2222   | Neucimar Fraga             | PL      | 39.047  |            | Itanhém            | Bahia              |

## Deputados estaduais eleitos
Estavam em jogo 30 cadeiras na Assembleia Legislativa do Espírito Santo.

Representação eleita
  PPB: 4
  PFL: 4
  PT: 4
  PTB: 3
  PDT: 2
  PMDB: 2
  PL: 2
  PSDB: 2
  PPS: 2
  PSB: 2
  PTC: 1
  PMN: 1
  PSC: 1

Fonteː
| Número | Deputados estaduais eleitos | Partido | Votação | Percentual | Cidade onde nasceu      | Unidade federativa |
| 13456  | Cláudio Vereza              | PT      | 37.610  | 2,27%      | Aimorés                 | Minas Gerais       |
| 12345  | Sueli Vidigal               | PDT     | 36.500  | 2,20%      | Cachoeiro de Itapemirim | Espírito Santo     |
| 14456  | Marcelo Coutinho            | PTB     | 33.067  | 1,99%      | Cariacica               | Espírito Santo     |
| 36333  | Tasso Andrade               | PTC     | 27.551  | 1,66%      | João Pessoa             | Paraíba            |
| 25789  | Gilson Gomes                | PFL     | 25.597  | 1,54%      | Afonso Cláudio          | Espírito Santo     |
| 15789  | Luiz Carlos Moreira         | PMDB    | 25.583  | 1,54%      | Baixo Guandu            | Espírito Santo     |
| 25121  | José Carlos Gratz           | PFL     | 24.662  | 1,49%      | Ibiraçu                 | Espírito Santo     |
| 25222  | Jose Esmeraldo de Freitas   | PFL     | 24.555  | 1,48%      | Cariacica               | Espírito Santo     |
| 22333  | Robson de Souza Vaillant    | PL      | 24.175  | 1,08%      | Rio de Janeiro          | Rio de Janeiro     |
| 11000  | Reginaldo de Almeida        | PPB     | 21.653  | 1,31%      | Vitória                 | Espírito Santo     |
| 11222  | Fátima Couzi                | PPB     | 21.468  | 1,30%      | Guaçuí                  | Espírito Santo     |
| 45123  | Maria José Vellozo Lucas    | PSDB    | 21.163  | 1,28%      | Vitória                 | Espírito Santo     |
| 25555  | José Ramos Furtado          | PFL     | 20.338  | 1,23%      | Alegre                  | Espírito Santo     |
| 11110  | Gilson Amaro                | PPB     | 20.273  | 1,22%      | Santa Teresa            | Espírito Santo     |
| 12190  | Elson de Oliveira Batista   | PDT     | 20.093  | 1,21%      | Vitória                 | Espírito Santo     |
| 14008  | Geovani Silva               | PTB     | 19.572  | 1,18%      | Vitória                 | Espírito Santo     |
| 11190  | Heraldo Musso               | PPB     | 19.083  | 1,15%      | Aracruz                 | Espírito Santo     |
| 45145  | Rhudson Carlo de Souza      | PSDB    | 19.009  | 1,15%      | Itapemirim              | Espírito Santo     |
| 13213  | Brice Bragato               | PT      | 18.930  | 1,14%      | Conceição do Castelo    | Espírito Santo     |
| 23000  | Anselmo Tose                | PPS     | 18.232  | 1,10%      | Castelo                 | Espírito Santo     |
| 23456  | César Colnago               | PPS     | 18.005  | 1,09%      | Itarana                 | Espírito Santo     |
| 22800  | Cláudio Thiago              | PL      | 17.851  | 1,08%      | Alegre                  | Espírito Santo     |
| 13120  | Helder Salomão              | PT      | 16.449  | 0,99%      | Governador Lindenberg   | Espírito Santo     |
| 15311  | Sérgio Borges               | PMDB    | 16.231  | 0,98%      | Vitória                 | Espírito Santo     |
| 14444  | Euclério Sampaio Junior     | PTB     | 15.090  | 0,91%      | Cariacica               | Espírito Santo     |
| 40240  | Paulo Foletto               | PSB     | 14.493  | 0,87%      | Cariacica               | Espírito Santo     |
| 13021  | Carlos Casteglione          | PT      | 14.690  | 0,89%      | Itapemirim              | Espírito Santo     |
| 40800  | Janete de Sá                | PSB     | 10.934  | 0,66%      | Cariacica               | Espírito Santo     |
| 33678  | Edson Vargas Barbosa        | PMN     | 10.104  | 0,61%      | Afonso Cláudio          | Espírito Santo     |
| 20000  | Délio Parrini Iglesias      | PSC     | 7.358   | 0,44%      | Vila Velha              | Espírito Santo     |